# Férfi 200 méteres hátúszás a 2017-es úszó-világbajnokságon
A 2017-es úszó-világbajnokságon a férfi 200 méteres hátúszás versenyszámának döntőjét Budapesten rendezték, a Duna Arénában. A győztes az orosz Jevgenyij Rilov lett, míg Bernek Péter a hatodik helyen végzett.